# Le Mali
Le Mali (popolarmente noto come Pour l'Afrique et pour toi, Mali in lingua italiana: Per l'Africa e per te, Mali o Alla tua chiamata, Mali) è l'inno nazionale del Mali. Le parole sono state scritte da Seydou Badian Kouyaté e la musica da Banzumana Sissoko.
Venne adottato come inno nazionale nel 1962, i suoi temi sono il patriottismo, nazionale, e l'unità africana.
In esso si afferma la volontà del popolo del Mali di dare la propria vita per la loro nazione e per la libertà. Un tema comune in tutta la canzone è il desiderio di lottare per l'unita dell'Africa. La sua musica è una marcia tradizionale europea in stile militare.
È stato ufficialmente adottato meno di un anno dopo l'indipendenza, dalla legge n ° 62-72 del 9 agosto 1962. È tradizionalmente suonato durante le cerimonie di Stato da parte della banda della Guardia Repubblicana delle forze armate de Mali. Il movimento dei giovani pionieri del Mali tradusse nel 1960 l'inno in lingua bambara.

## Testo

### Prima strofa
À ton appel Mali
Pour ta prospérité
Fidèle à ton destin
Nous serons tous unis
Un peuple, un but, une foi
Pour une Afrique unie
Si l'ennemi découvre son front
Au-dedans ou au-dehors
Debout sur les remparts
Nous sommes résolus de mourir

### Ritornello
Pour l'Afrique et pour toi Mali
Notre drapeau sera liberté
Pour l'Afrique et pour toi Mali
Notre combat sera unité
O Mali d'aujourd'hui
O Mali de demain
Les champs fleurissent d'espérance
Les cœurs vibrent de confiance

### Seconda strofa
L'Afrique se lève enfin
Saluons ce jour nouveau
Saluons la liberté
Marchons vers l'unité
Dignité retrouvée
Soutient notre combat
Fidèle à notre serment
De faire l'Afrique unie
Ensemble debout mes frères
Tous au rendez-vous de l'honneur

### Terza strofa
Debout villes et campagnes
Debout femmes, jeunes et vieux
Pour la patrie en marche
Vers l'avenir radieux
Pour notre dignité
Renforçons bien nos rangs
Pour le salut public
Forgeons le bien commun
Ensemble au coude à coude
Faisons le sentier du bonheur
Quatrième couplet
La voie est dure très dure
Qui mène au bonheur commun
Courage et dévouement
Vigilance à tout moment
Vérité des temps anciens
Vérité de tous les jours
Le bonheur par le labeur
Fera le Mali de demain